# الدوري الإيراني الدرجة الثانية 1999–2000
الدوري الإيراني الدرجة الثانية 1999–2000 هو موسم من الدوري الإيراني الدرجة الثانية. فاز فيه نادي برق شيراز.